# Râul Tilișca
Râul Tilișca este un curs de apă, afluent al Pârâului Negru. 